# Mosquée Yukhari Govhar Agha
La mosquée Yukhari Govhar Agha (en azéri : Yuxarı Gövhar Ağa məscidi) est un édifice religieux musulman situé à Choucha, dans le Haut-Karabagh en Azerbaïdjan. La mosquée porte également le nom Boyuk Juma (grande mosquée) de Govhar Agha (en azéri : Gövhər Ağanın Cümə məscidi).

## Situation
La désignation yukhari (« supérieure ») fait référence à l'emplacement de la mosquée dans la partie haute de Choucha, la distinguant de la mosquée Achaghi Govhar Agha, située à 200 mètres au nord dans la partie basse de la ville. La mosquée s'élève sur la place principale de la ville et la rue Yusif Vazir Tchamanzaminli et appartient à un complexe architectural comprenant la madrasa, les boutiques et les maisons construites par le même architecte.
Les deux mosquées sont considérées comme des symboles de Choucha et chefs-d'œuvre de l'architecture orientale.

## Histoire
Selon l'historien Mirza Jamal Karabakhi, la construction de la mosquée commence en 1768 (an 1182 de l'hégire) sur les ordres d'Ibrahim Khalil Khan, khan de Karabagh, mais est vite interrompue. Elle est relancée en 1883 à la demande de Govhar Agha, fille d'Ibrahim Khalil Khan, et confiée à l'architecte Karbalayi Safikhan Karabakhi sous la direction duquel les travaux sont achevés en 1885.
Pendant la période soviétique, l'édifice abrite un musée de géologie, avant d'être rouvert au culte en 1988. Lors de la guerre du Haut-Karabagh, la ville est prise par les troupes arméniennes en mai 1992 et la mosquée endommagée par les combats cesse de fonctionner. 
Après une première réfection du toit en 2008-2009, les autorités du Haut-Karabagh lancent en 2016 un projet de restauration avec l'aide d'experts iraniens. L'ensemble du projet est soutenu par la fondation Initiative pour le développement de l'Arménie et par des donateurs privés dont les plus importants sont les hommes d'affaires kazakh Kairat Boranbaïev et russo-arménien Ruben Vardanian. L'ensemble du site restauré, comprenant la mosquée, la madrasa et la place attenante, est converti en centre culturel arméno-iranien et ouvert au public le 14 octobre 2019. Aucune mention de l'origine azérie de l'édifice n'est cependant mentionnée et il est présenté comme une « mosquée persane ».
Après la reprise de la ville de Choucha par les troupes azerbaïdjanaises lors de la deuxième guerre du Haut-Karabagh, une première prière du vendredi a lieu le 13 novembre 2020 après vingt-huit ans.
À partir de 2021, elle fait l'objet de nouveaux travaux de restauration et est inaugurée le 10 mai 2023 par le président azerbaïdjanais Ilham Aliyev.

## Galerie

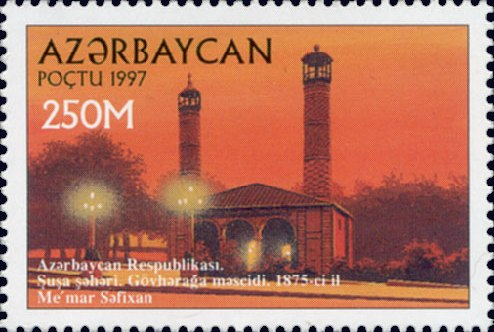
Timbre de 1997
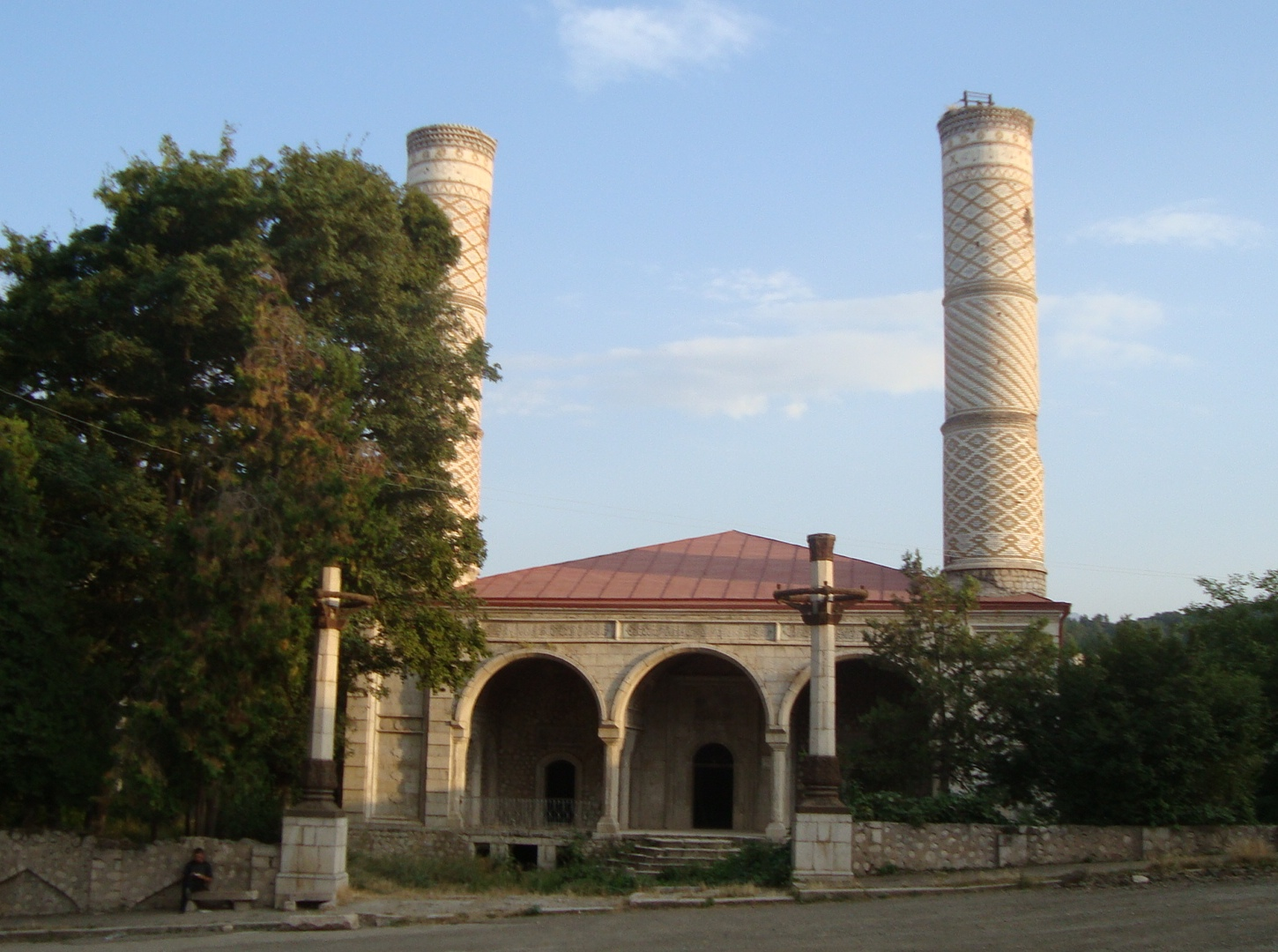
La mosquée en 2010
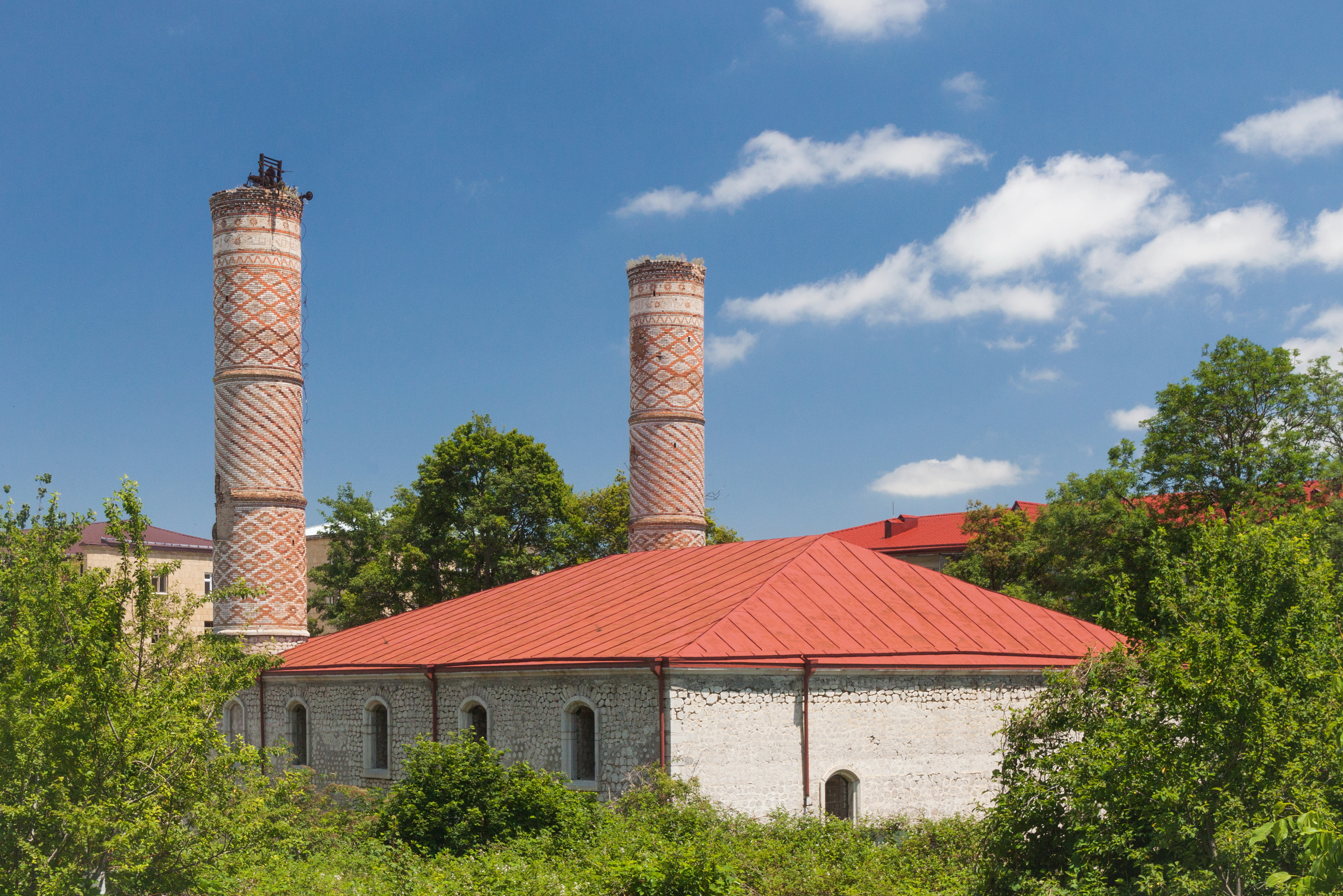
La mosquée en 2014

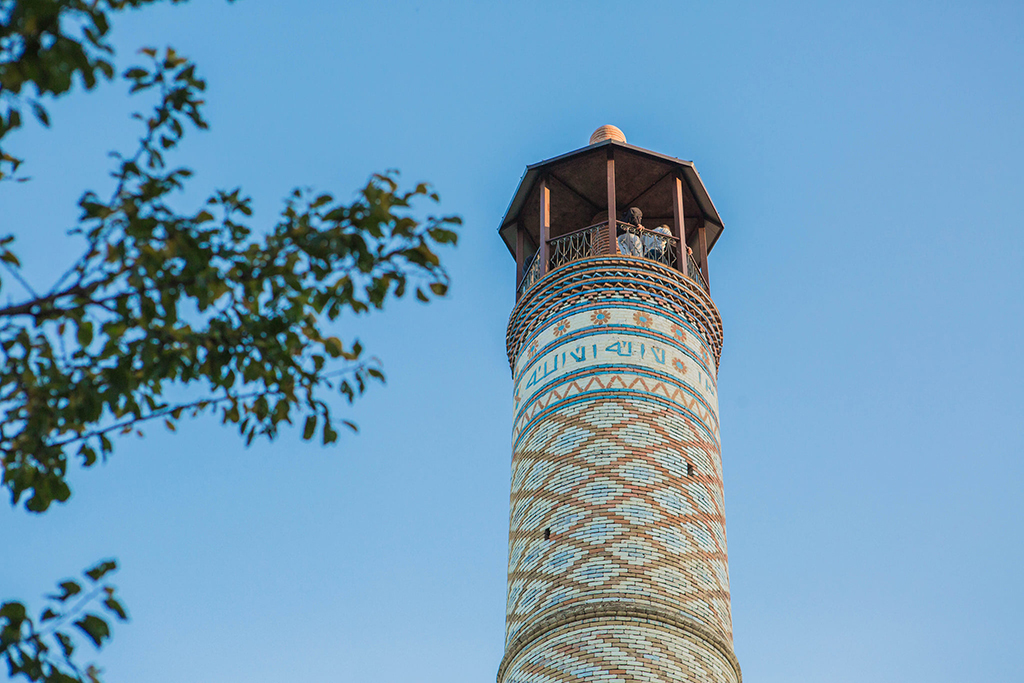
Un minaret restauré
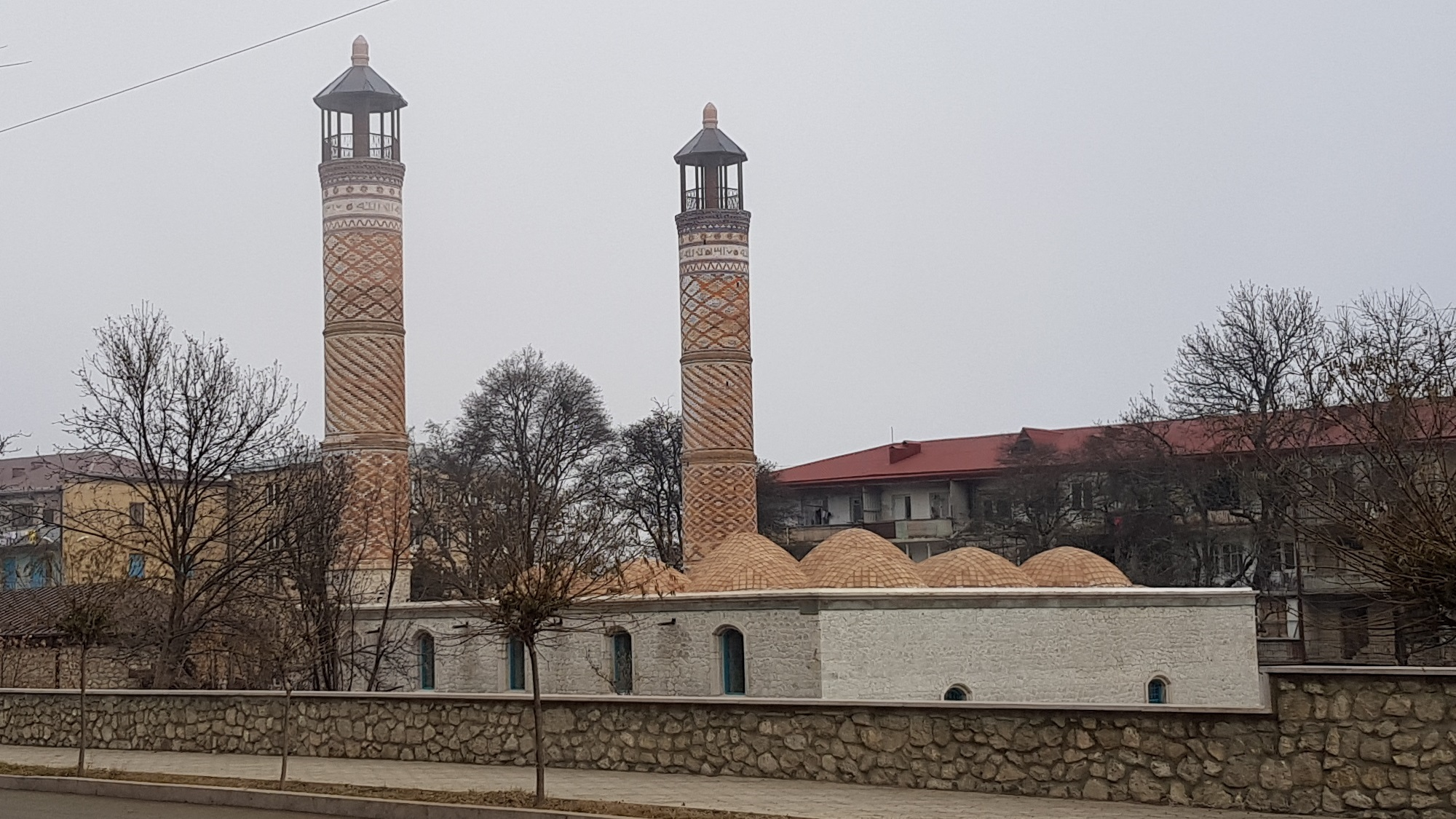
La mosquée en 2019, vue du sud-ouest
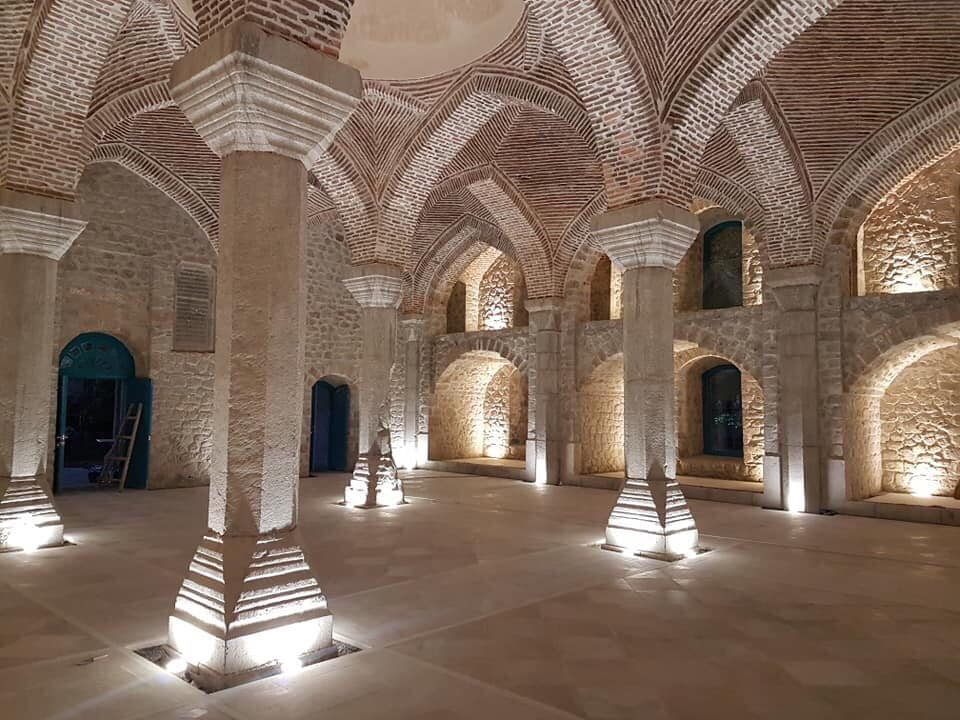
L'intérieur rénové
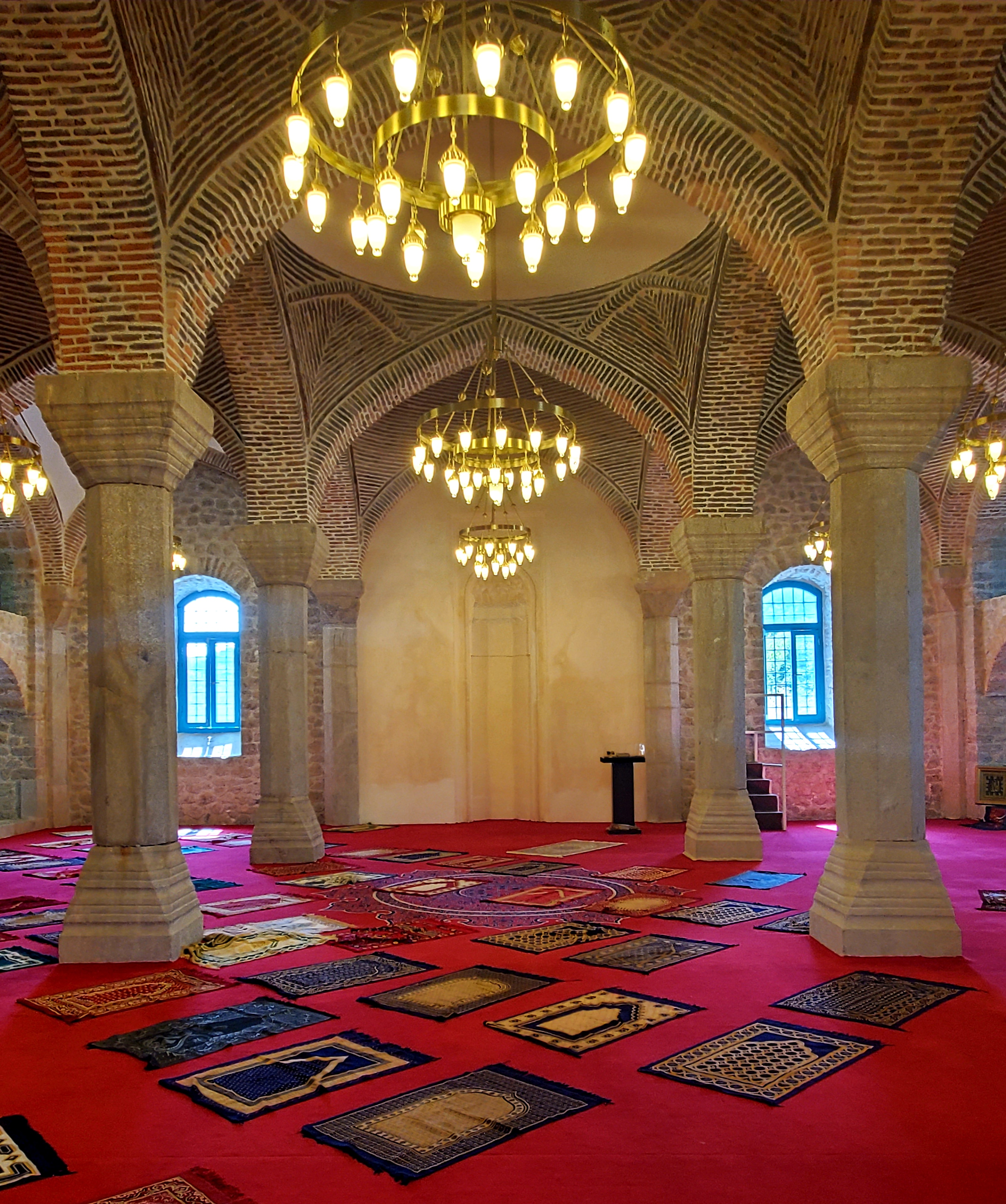
À l'intérieur de la mosquée Yukhari Govhar Agha. Septembre 2021.
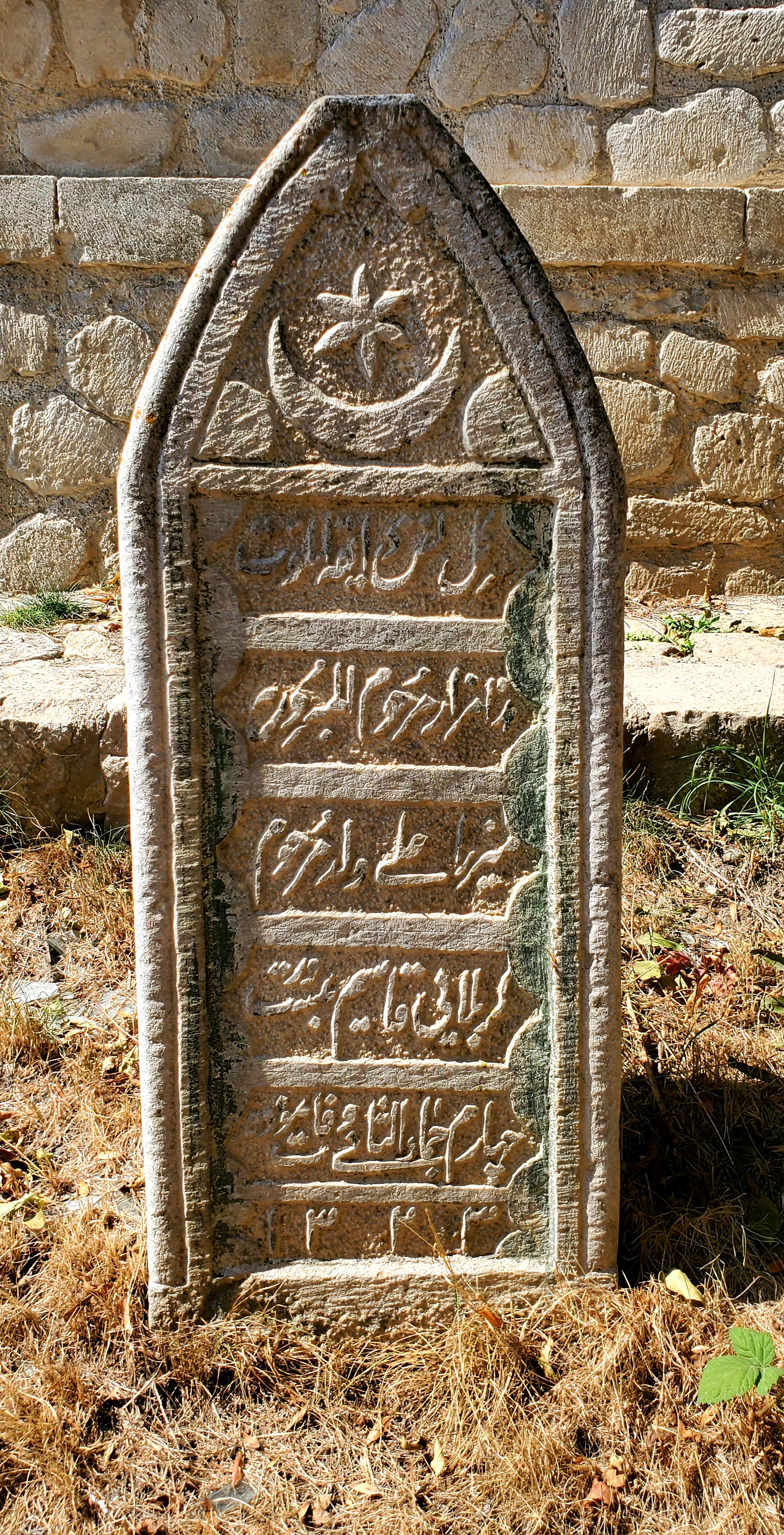
Tombe musulmane dans la cour de la mosquée. Septembre 2021.